# Vogt Peak
Vogt Peak är en bergstopp i Antarktis. Den ligger i Östantarktis. Australien gör anspråk på området. Toppen på Vogt Peak är 2 180 meter över havet, eller 300 meter över den omgivande terrängen. Bredden vid basen är 2,5 km.
Terrängen runt Vogt Peak är kuperad söderut, men norrut är den platt. Trakten är obefolkad. Det finns inga samhällen i närheten.